# Philotelma nigripenne
Philotelma nigripenne är en tvåvingeart som först beskrevs av Johann Wilhelm Meigen 1830.  Philotelma nigripenne ingår i släktet Philotelma och familjen vattenflugor. Arten är reproducerande i Sverige. Inga underarter finns listade i Catalogue of Life.